# سایلنت سیرکل
سایلنت سیرکل (انگلیسی: Silent Circle) شرکت نرم‌افزار سوئیسی است، که در سال ۲۰۱۱ تأسیس شد.